# Olival Basto
Olival Basto era una freguesia portuguesa del municipio de Odivelas, distrito de Lisboa.

## Geografía
Olival Basto hacía frontera con las freguesias de Póvoa de Santo Adrião y de Odivelas (en el municipio de Odivelas), Camarate y Frielas (en el concejo de Loures), Ameixoeira y Lumiar (en el municipio de Lisboa).

## Historia
Fue suprimida el 28 de enero de 2013, en aplicación de una resolución de la Asamblea de la República portuguesa promulgada el 16 de enero de 2013 al unirse con la freguesia de Póvoa de Santo Adrião, formando la nueva freguesia de Póvoa de Santo Adrião e Olival Basto.